# Dominique Joubert
Pour les articles homonymes, voir Joubert.
Œuvres principales
- Les Paulownias de la place d'Italie
- Le Chien de la Barbare
- Les Vents contraires

Dominique Joubert, né le 8 mars 1947 à Gournay-en-Bray et mort le 20 septembre 2004 à Paris, est un poète et écrivain français.
Libertaire dans les années 1960-1970, il est d'abord adhérent à la Fédération anarchiste avant de rejoindre l'Organisation révolutionnaire anarchiste et de contribuer à la création de son imprimerie coopérative, Edit 71.
À partir de 1977, il prend ses distances avec le milieu militant et se consacre principalement à l'écriture.

## Biographie
Né en Seine-Maritime, c'est à Paris, autour de la Butte-aux-Cailles, que l'enfant puis l'adolescent Dominique Joubert a grandi : l'on peut dire que son œuvre est née du cœur même du 13e arrondissement, comme en témoigne Les Paulownias de la place d'Italie, ouvrage distingué en 1992 par le jury du Prix Charles Vildrac : ce livre, d'une implacable prosodie classique, révèle, selon les propres mots du poète, un « promeneur inutile », aussi mélancolique que désabusé.
Par ailleurs, pour Joubert, le 13e arrondissement apparaît comme formateur, le futur poète y pratique résolument le football, et ce village parisien deviendra le « quartier [qui] permit d’acquérir le bien suprême : l’amitié fidèle. »
Il adhéra au milieu des années 1960 au « Groupe Jules Vallès » de la Fédération anarchiste localisé dans le 13e arrondissement. Autour de ce groupe se constitua plus tard l’Organisation révolutionnaire anarchiste (ORA) dont Joubert fut membre. Après avoir collaboré à la première série du périodique L’Insurgé (1966-1969), il fut au début des années 1970 l’un des premiers à travailler à Edit 71, l’imprimerie montée par l’ORA, où il assura la formation de plusieurs militants au métier d’imprimeur. Parti en voyage au Sénégal, il y fut arrêté et emprisonné plusieurs mois et en revint gravement malade. Il cessa tout militantisme actif en 1977. Parallèlement à ces activités, il travailla à partir de 1974 en tant qu'imprimeur-sérigraphe au sein de la Maison des arts et de la culture de Créteil. Licencié en 1987, il fut alors admis comme correcteur de presse au Syndicat des correcteurs de Paris.
Au début des années 1980, Joubert fut proche d'un groupe de bibliophiles-libraires qui avaient ouvert boutique rue Barrault.
Dans les années 1990 sortent deux récits très remarqués par la presse : Les Vents contraires puis Le Chien de la Barbare, parus au Dilettante, où Joubert choisit de manifester son goût du large et des coups de semonce du hasard.
Joubert a publié dans de nombreuses revues littéraires dont : Décharge, Grèges, L’Alambic, Le Mérou, Le Pont sous l'eau, Les Hommes sans épaules, Parce que…, Rimbaud Revue, Théodore Balmoral, Une saison de poésie...
De 2002 à 2004, il tint la chronique poétique du magazine, aujourd'hui disparu, Epok.
Un large pan de ses écrits reste inédit, notamment une série de carnets illustrés d'aquarelles où s'exprime encore un globe-trotter insatiable. Du Népal au Mali en passant par les rues de Paris, il aura passionnément cheminé dans le sillage d'André Dhôtel et de Charles-Albert Cingria.
En 1996, il fut à l'origine de l'édition des poèmes inédits de son ami Yves Martin, ouvrage qu'il préfaça.
Il est le père de deux enfants.
« Joubert est un taciturne volontiers sarcastique. (...) Tout est dit, avec l’élégance des dagues damasquinées. [il] est de l’ex-race des va-nu-pieds qui dérapent sur les étoiles comme un chien fou. »
Dominique Durand, Le Canard Enchaîné

## Œuvre

### Récits
- Les Vents contraires, Le Dilettante, 1992
- Le Chien de la Barbare, suivi de On ne récupère pas les bicyclettes le dimanche, Le Dilettante, 1997

### Poésie
- Les Paulownias de la place d’Italie, Le Pont sous l’eau, Guy Chambelland, 1990
- La Veracruzana, Le Pont sous l’eau, Guy Chambelland, 1991
- Un promeneur inutile, La Bartavelle Éditeur, 1995
- Mourront encore les capitaines Cook, Pour le plaisir de l’auteur, 2001

### Publications en revue / ouvrages collectifs
- Les Paulownias de la place d'Italie suivi de Guy Chambelland s'entretient avec D. Joubert, Le Pont sous l’eau no 5, 1990
- La Veracruzana (extrait), Le Mérou no 15, 1990
- Les Fados sont un peu verts, Le Mérou no 17, 1991
- Yves Martin, notes, Pris de peur no 6, 1991
- Les marronniers magiciens, Poésie 91, 1991
- Au rendez-vous des amis l’infini nous remorque, in Aller-Retour, Bourges/Montluçon avec la participation d'artistes invités par Michel Bouvet et le collectif Écriture Peinture, De Visu l’Image & La galerie du Jour/Agnès b, 1991
- Le Chien de la Barbare (première partie), Le Mérou no 18, 1992
- Treizième fin de siècle, un village à l'ombre des tours, recueil de lectures au Théâtre 13, Le Jardin d'Essai, 1992
- Les Dimanches de Jean Dézert de Jean de La Ville de Mirmont, présentation, Quai Voltaire, 1994
- On ne récupère pas les bicyclettes le dimanche in La Belgique imaginaire, Le Pré aux sources, Bernard Gilson éditeur, 1994
- Un fantôme auquel il manque le gras d’une fesse, Le Moule à gaufres no 13, 1995
- Poèmes et Dominique Joubert, le pied marin : entretien avec Valérie Rouzeau et Jean-Pascal Dubost, Décharge no 90, novembre 1996
- Poèmes, Les hommes sans épaules, nouvelle série no 1, 3e trimestre 1997
- Turgescence, Opere Citato, 1997 avec Yves Martin, Christian Bachelin, Claude de Burine, Guy Chambelland, Bénédicte Destouches, Henri Joubert
- Catalogue no 99 des éditions Le Dilettante : Adieu au 11, rue Barrault, mai 1997
- Christian Bachelin, des poèmes à l’impossible, Rimbaud Revue no 13-14, 1998
- Remise du prix Georges-Perros à Claude de Burine, texte de la conférence, Saint-Malo, 1998
- L’Alambic[4] no 0, 1999
- Poèmes, Grèges no 5, printemps 2000
- Je ne suis pas la moitié d’un bonhomme, tu le verras, texte sur Yves Martin ; Mistress Troue-Drap voudrait entendre un peu de musique, texte sur André Dhôtel, Théodore Balmoral no 36-37, 2000
- À l’horizon des mers froides I, Théodore Balmoral, no 38-39, 2001
- A l’horizon des mers froides II, Théodore Balmoral no 40, hiver 2001-2002
- Avant sainte Eugénia de Mallorca et Six leçons de lumière, Théodore Balmoral no 44, 2003
- Carnet de gros temps, Bénarès, 1967, Théodore Balmoral no 48, hiver 2004-2005

### Préfaces
- Une peinture opportune ne nous quitte pas, préf. au catalogue du peintre Anita Gallego, essai, éditions De Visu L’Image, 1993
- Jean de La Ville de Mirmont, Les Dimanches de Jean Dézert, Paris, Quai Voltaire, 1994 (ISBN 978-2-87653-200-7).
- Un curieux globe-trotter, préface à Michel Bouvet, Carnet d’affiches / carnet de voyages, De Visu L’Image, 1995
- Yves Martin, Manège des mélancolies, poésies inédites 1960-1990, La Table Ronde, 1996

### Publications avec des artistes
- Proverbes de savoir-vivre à l’usage des jeunes enfants, avec Michel Bastian, Les Presses de la Perruque, 1977
- Avant-Après, avec Michel Bastian, Les Presses de la Perruque, 1978
- Crise Kérouac / Mots et remèdes, avec Michel Bastian, Jean-Philippe Beau et Viviane de Tapia, Les Presses de la Perruque, 1983
- Matière Hau, Imprimerie Michel Bon, 1983 avec des gravures de Thierry Buisson
- Noces transitoires, Imprimerie Michel Bon, 1986 avec des gravures de Thierry Buisson
- Le Petit Mousse, Imprimerie Michel Bon, 1990 avec des linogravures d’Anita Gallego
- Les Bêtes, Imprimerie Michel Bon, 1991, avec une linogravures de Didier Chenu
- Le Passant des rives, Imprimerie Michel Bon, 1993 avec des gravures de Thierry Buisson
- Lumières de Castille, Éditions Sillages, 1994 avec des photographies de Michel Bouvet

## Notices
- Notices d'autorité :   - VIAF
  - ISNI
  - BnF (données)
  - IdRef
  - LCCN
  - Pays-Bas
  - WorldCat
- Dictionnaire des anarchistes, « Le Maitron » : notice biographique.
- Dictionnaire international des militants anarchistes : notice biographique.
- Centre International de Recherches sur l'Anarchisme (Lausanne) : notice bibliographique.
- René Bianco, 100 ans de presse anarchiste : notice.